# Goethe-Gesellschaft Hannover
Die Goethe-Gesellschaft Hannover e.V. ist eine deutsche Ortsgruppe der Goethe-Gesellschaft in Weimar. Ziel ist, das Werk des Dichters Johann Wolfgang von Goethe für die Gegenwart lebendig zu halten. Der gemeinnützige, in Hannover eingetragene Verein hat seinen Sitz in der St. Ursula-Schule Hannover im Stadtteil Südstadt, Simrockstraße 20.

## Aktuelles
Die Goethe-Gesellschaft Hannover organisiert allgemeinbildende und allgemeinverständliche Vorträge für „wissbegierige Menschen jeden Alters unabhängig von schulischen und beruflichen Werdegängen“. Die Vorträge werden von Fachleuten abgehalten und finden in der Regel zumeist im Theatermuseum in Hannover statt. Darüber hinaus werden auch Reisen organisiert.
Zeitweilig kooperiert die Gesellschaft mit städtischen Büchereien und ihren Freundeskreisen, dem Stadtarchiv Hannover, Schulen, dem Fontanekreis, der Wilhelm-Busch-Gesellschaft, der Konzertstube Kanapee und dem Logenhaus.

## Geschichte
Die Goethe-Gesellschaft Hannover wurde maßgeblich von Walther Lampe in der Weimarer Republik am 26. September 1925 gegründet. Lampe war bis 1947 Zweiter Vorsitzender, dann bis 1964 Erster Vorsitzender und ab 1969 Ehrenvorsitzender der Gesellschaft.
In den 1950er Jahren war die Goethe-Gesellschaft Hannover mit bis zu 1.200 Mitgliedern die größte Ortsvereinigung der Goethe-Gesellschaft. Förderlich war die langjährige und enge Verbindung mit der Buchhandlung Sachse & Heinzelmann, deren Mitinhaberin Margarete Jockusch von 1949 bis 1989 geschäftsführendes Vorstandsmitglied der Gesellschaft war, ab 1989 Ehrenvorsitzende.
1995 verzeichnete die Goethe-Gesellschaft Hannover rund 400, aktuell rund 200 Mitglieder.
Kulturelle Höhepunkte der Vereinigung waren
- 1928 und 2003 die Gedächtnisfeiern für Charlotte Kestner[1]
- 1932, 1949 und 1982 die Goethe-Gedenkfeiern,[1] sowie
- die Ausrichtung der „Vororttagung“ 1993 der seinerzeit 37 Ortsvereinigungen der Goethe-Gesellschaft.[1]

## Schriften
- Jahresgabe. Für die Mitglieder der Goethe-Gesellschaft Hannover, nachgewiesen für die Jahre 1957 bis 1960
- Vierzig Jahre Goethe-Gesellschaft, Hannover: 1925 - 1965. Rückschau und Ausblick, zusammengestellt von Margarete Jokusch, Hannover: Goethe-Gesellschaft, 1965
- Sechzig Jahre Goethe-Gesellschaft Hannover: 1925 - 1985. Rückschau 1965 - 1985, Hannover: Goethe-Gesellschaft, 1985
- Siebzig Jahre Goethe-Gesellschaft Hannover. 1925 - 1995, hrsg. von der Ortsvereinigung Hannover der Goethe-Gesellschaft in Weimar, 1995